# Jacques Mandelbaum
Jacques Mandelbaum (Neuilly-sur-Seine, 1 de maio de 1958) é uma jornalista e crítica de cinema francesa do Le Monde.